# مخلیو ساریکووا
مخلیو ساریکووا (انگلیسی: Makhliyo Sarikova؛ زادهٔ ۳ مارس ۱۹۹۰) بازیکن فوتبال اهل ازبکستان است.